# Johanneskirche (Chemnitz-Reichenbrand)

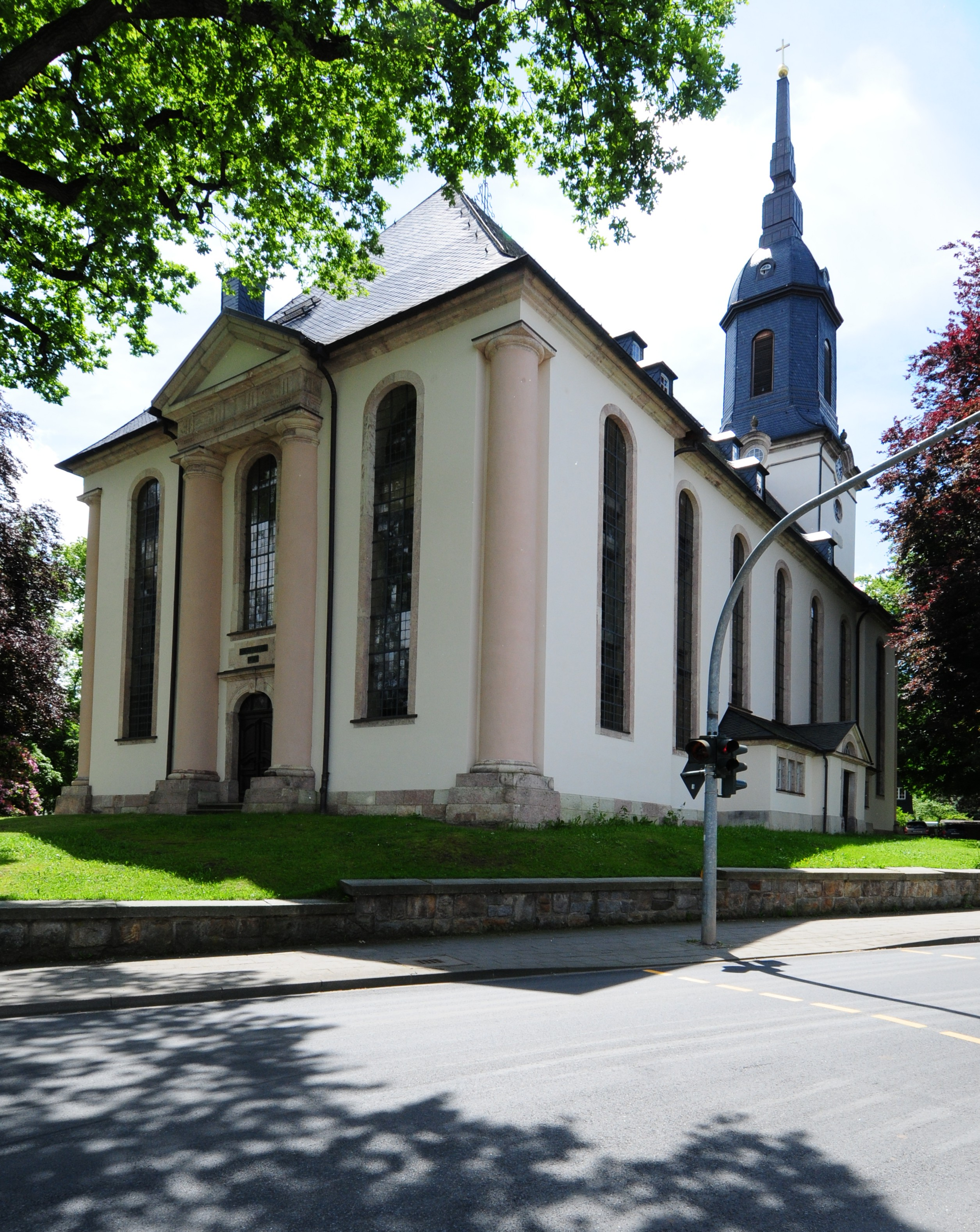
Johanneskirche in Reichenbrand

Die evangelisch-lutherische Johanneskirche des Stadtteils Reichenbrand der Großstadt Chemnitz ist 1810 an der Kreuzung Zwickauer- und Hohensteiner Straße nach Abriss der alten Kirche (1802) neu geweiht worden. Sie wurde nach Plänen von Johann Traugott Lohse als klassizistische Saalkirche erbaut. Sie ein geschütztes Kulturdenkmal mit der Aktennummer 09203584 in der Denkmalliste. Darin wird sie beschrieben als „klassizistischer Kirchenbau in platzbeherrschender Lage an einer Straßengabelung im Zentrum Reichenbrands, mit markanter Kolossalgliederung insbesondere an der östlichen Schaufassade. Auch im Inneren ist es das hervorragend erhaltene Beispiel einer Predigtkirche im Übergang vom Barock zum Klassizismus.“

## Geschichte
Wie jedes Kirchdorf, das aus dem Mittelalter stammt, haben auch Reichenbrand und seine Pfarrkirche eine bewegte Geschichte hinter sich. Nur einige wichtige Stationen sind belegbar.

### Johanneskirche

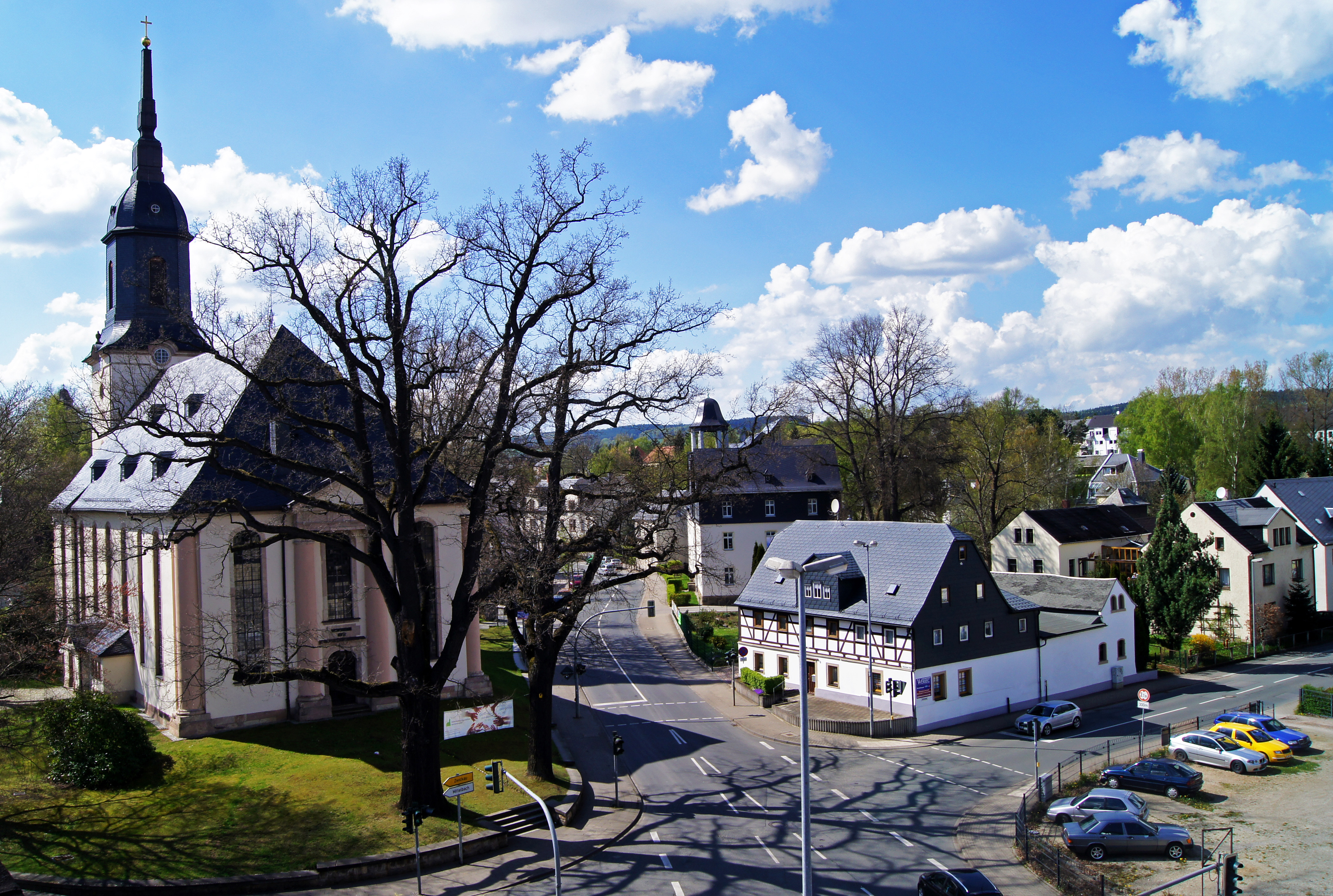
Johanniskirche, im Zentrum des Stadtteils

Schon 1346 wurde ausdrücklich Reichenbrand als Kirchdorf erwähnt. Während des Dreißigjährigen Krieges 1632 brannten schwedische Soldaten „aus mutwilliger Verwahrlosung“ die Schule und die Pfarre ab. Es war ein Verdienst des Schulmeisters David Nikolai, dass die Kirche vor den Flammen bewahrt wurde. Erst 1656 bis 1659 war es dann möglich, das Pfarrhaus wieder aufzubauen. 1699 bis 1701 erfolgte der Neubau der Kirche, der Turm der alten Kirche blieb erhalten. 1723 wurde ein neues Pfarrhaus fertiggestellt.
Im Januar 1802 erfolgte der Abriss der alten Kirche von 1701, und im März 1802 legte man den Grundstein für die jetzige Kirche. Als Baumeister wurde Johann Traugott Lohse von Pleißa verpflichtet. Der Zimmermann war David Matyas aus Grüna. Am 27. Juni 1810 wurde das im „Empire-Stil“ errichtete Gotteshaus geweiht. Bestimmend für die äußere Gestalt ist ein mächtiger Portikus mit dreieckigem Giebelfeld, das von monumentalen Säulen getragen wird. Ebensolche Säulen sind an die Ecken des Gebäudes gesetzt.
Im Herbst 1818 wurden aus Anlass einer Jubelfeier zur 50-jährigen Regierungszeit König Friedrich Augusts die beiden Eichen an der Ostseite der Kirche gepflanzt. Im Jahre 1894 erfolgte der Einbau einer Niederdruck-Dampfheizung in die Kirche. Im Sommer 1917 wurden kriegsbedingt die Glocken abgenommen und für Kriegszwecke eingeschmolzen. Erst am 7. Februar 1921 erfolgte die Weihe der neuen Glocken.

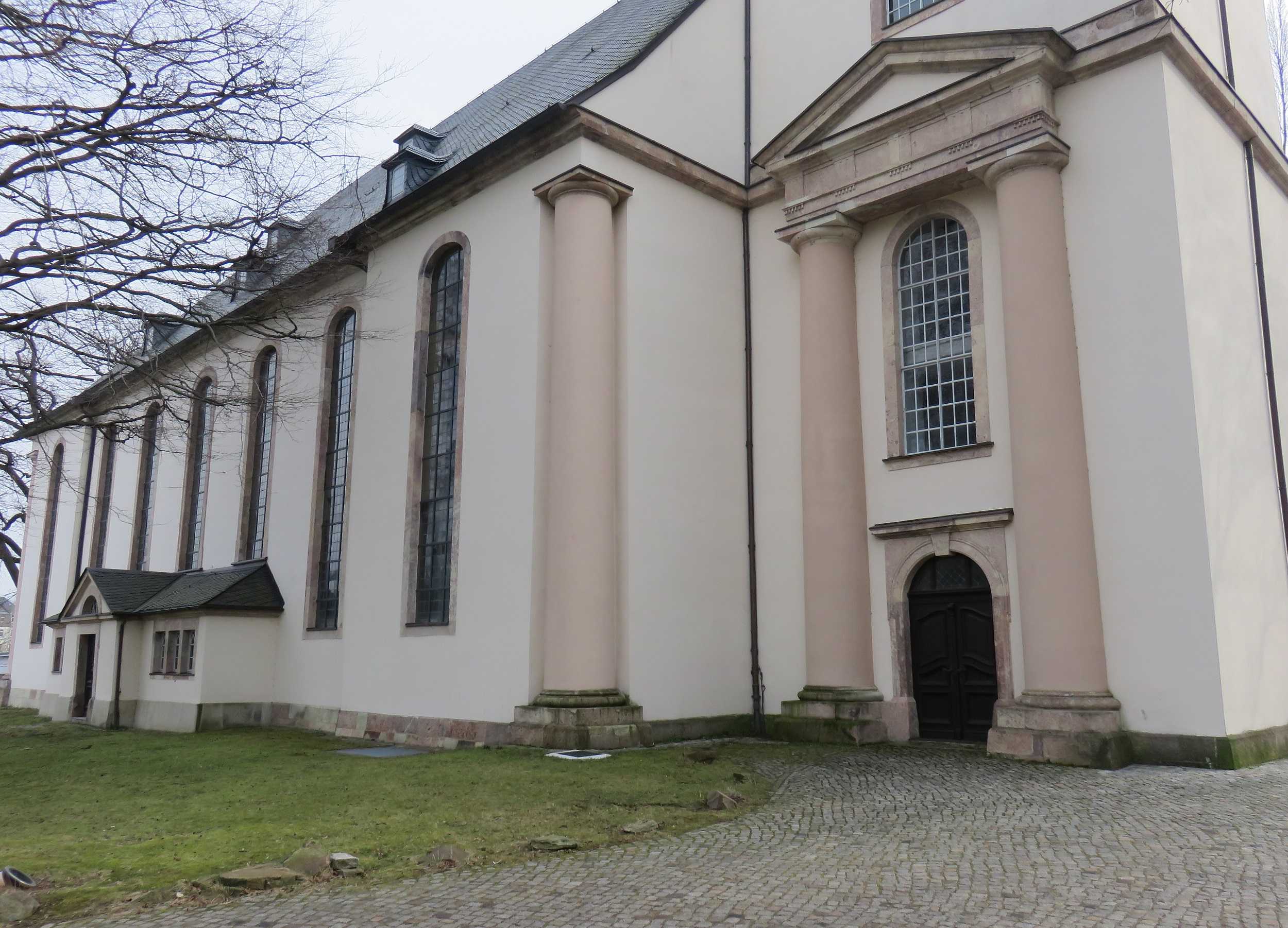
Säulengruppe am Eingang
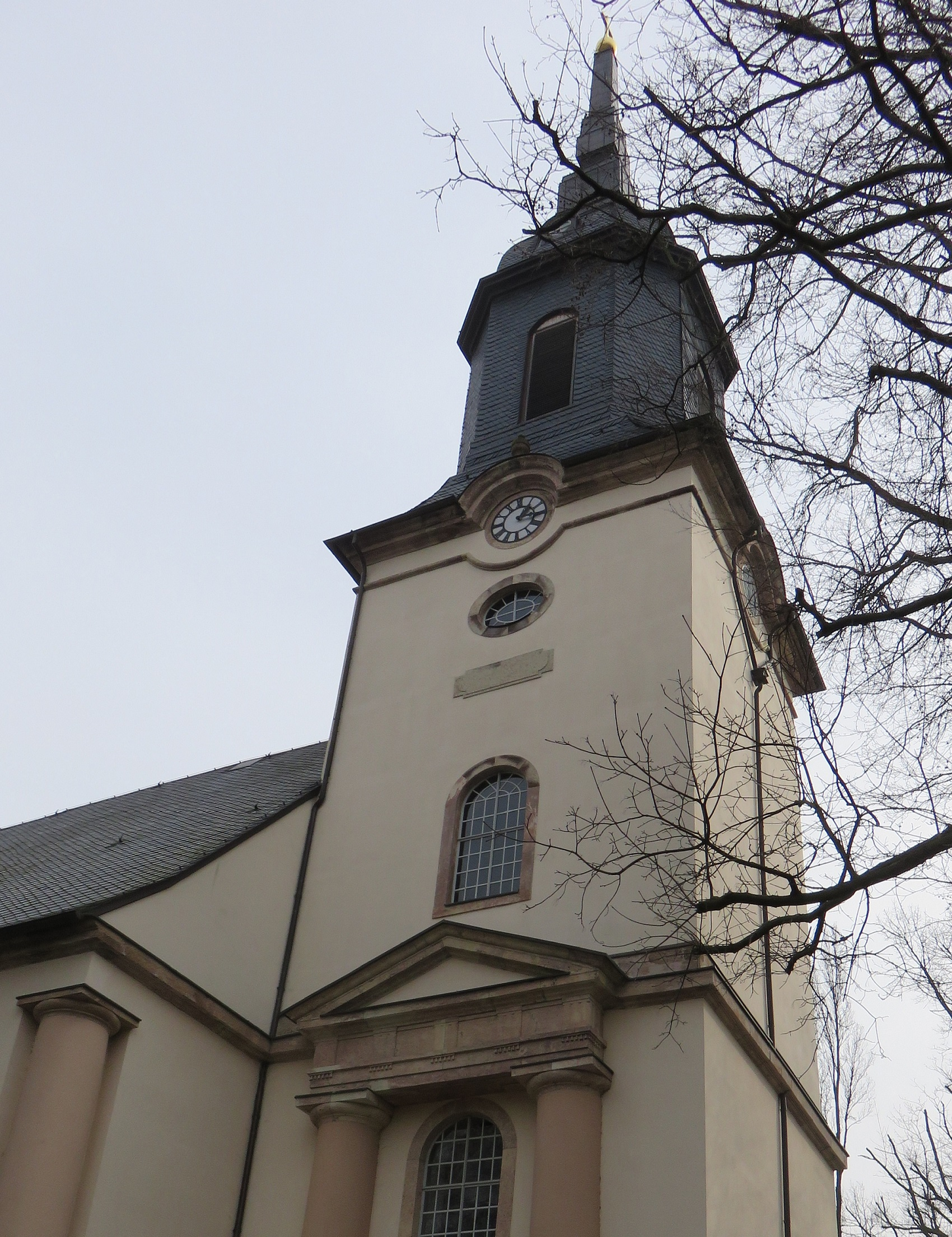
Der Turm darüber
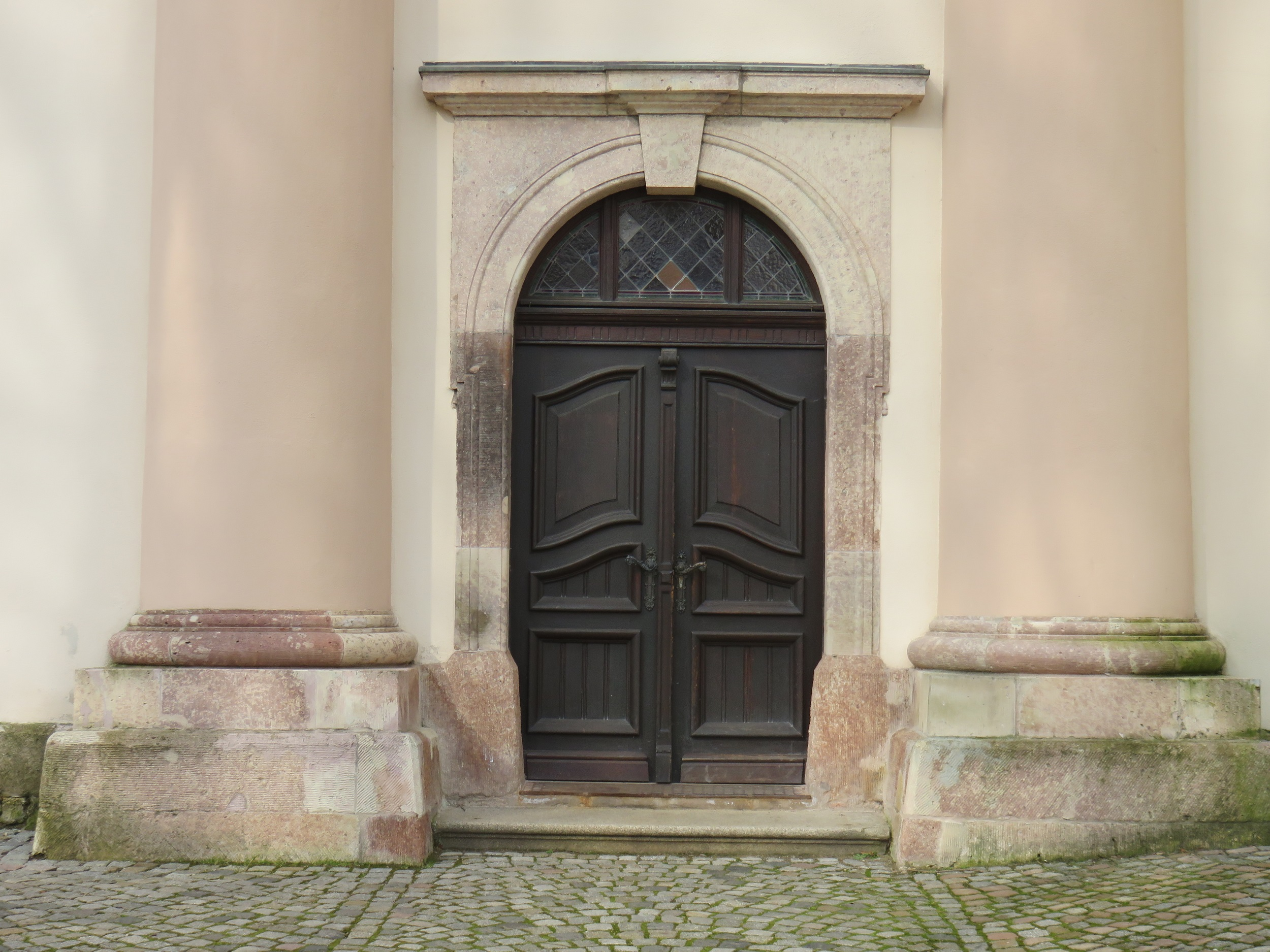
Türportal aus Zeisigwalder Porphyrtuff am Turm
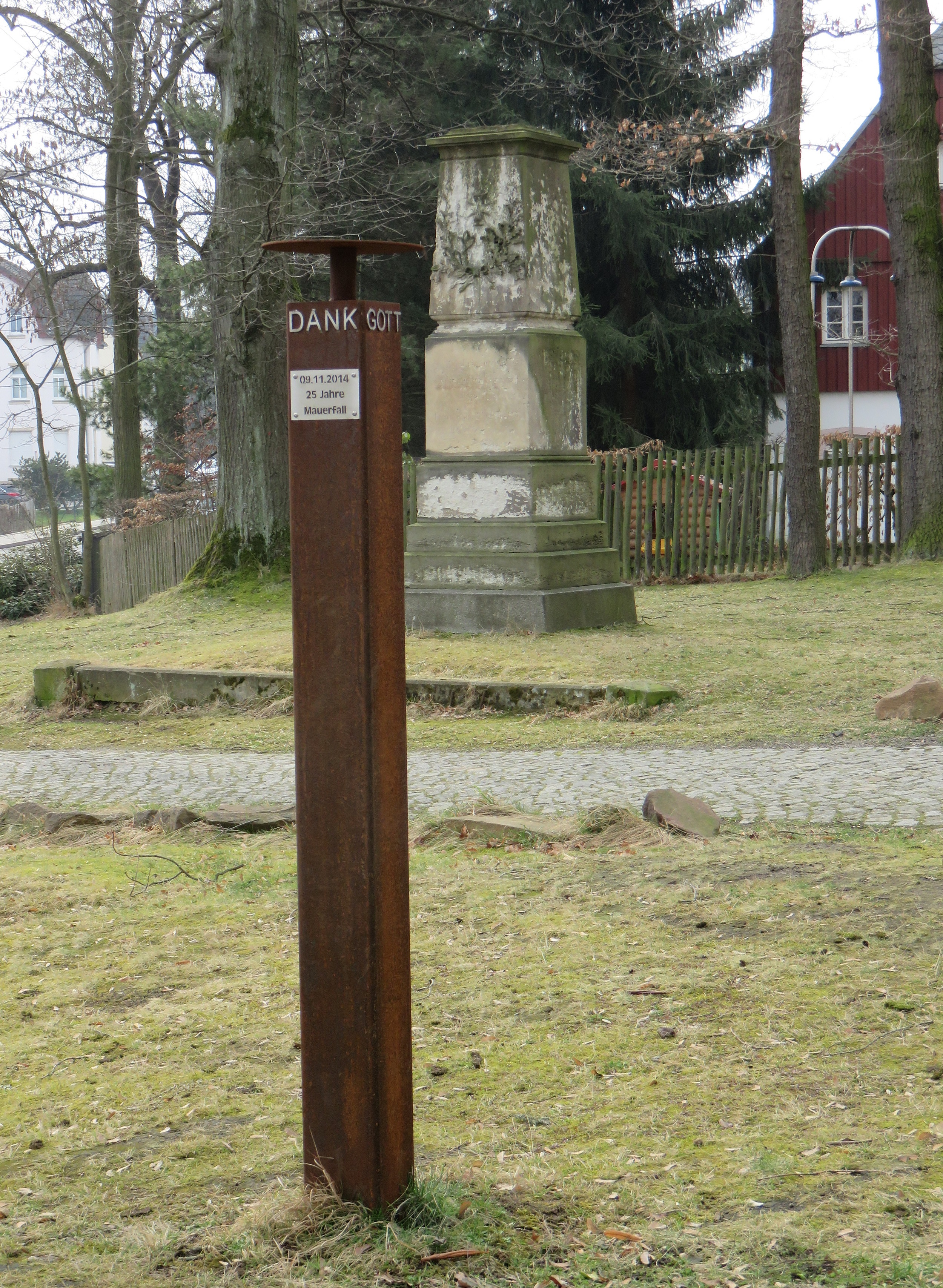
Das Kriegerdenkmal für 1870/71 und die Erinnerung an die Wende
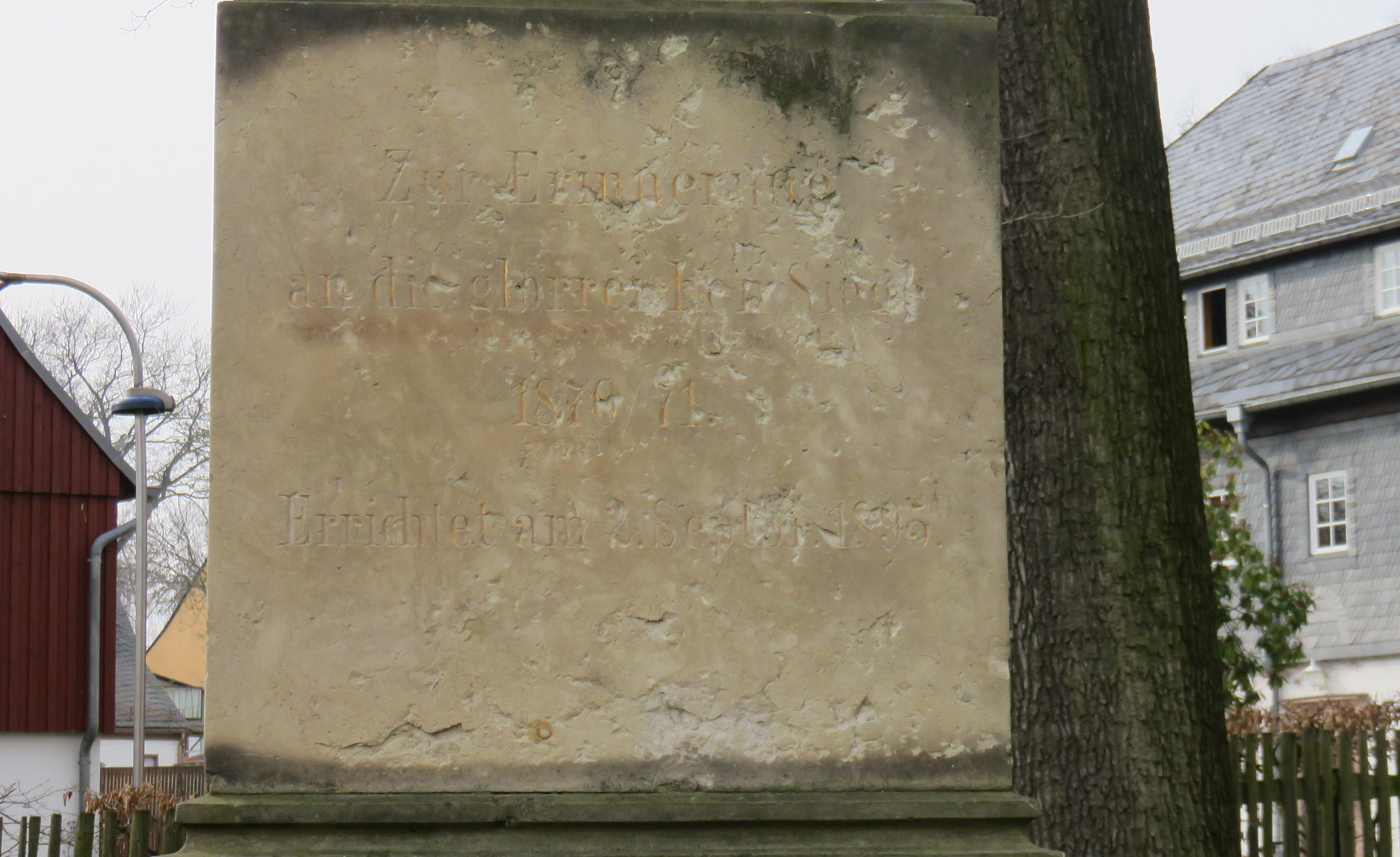
Angewitterte Schrift am Denkmal
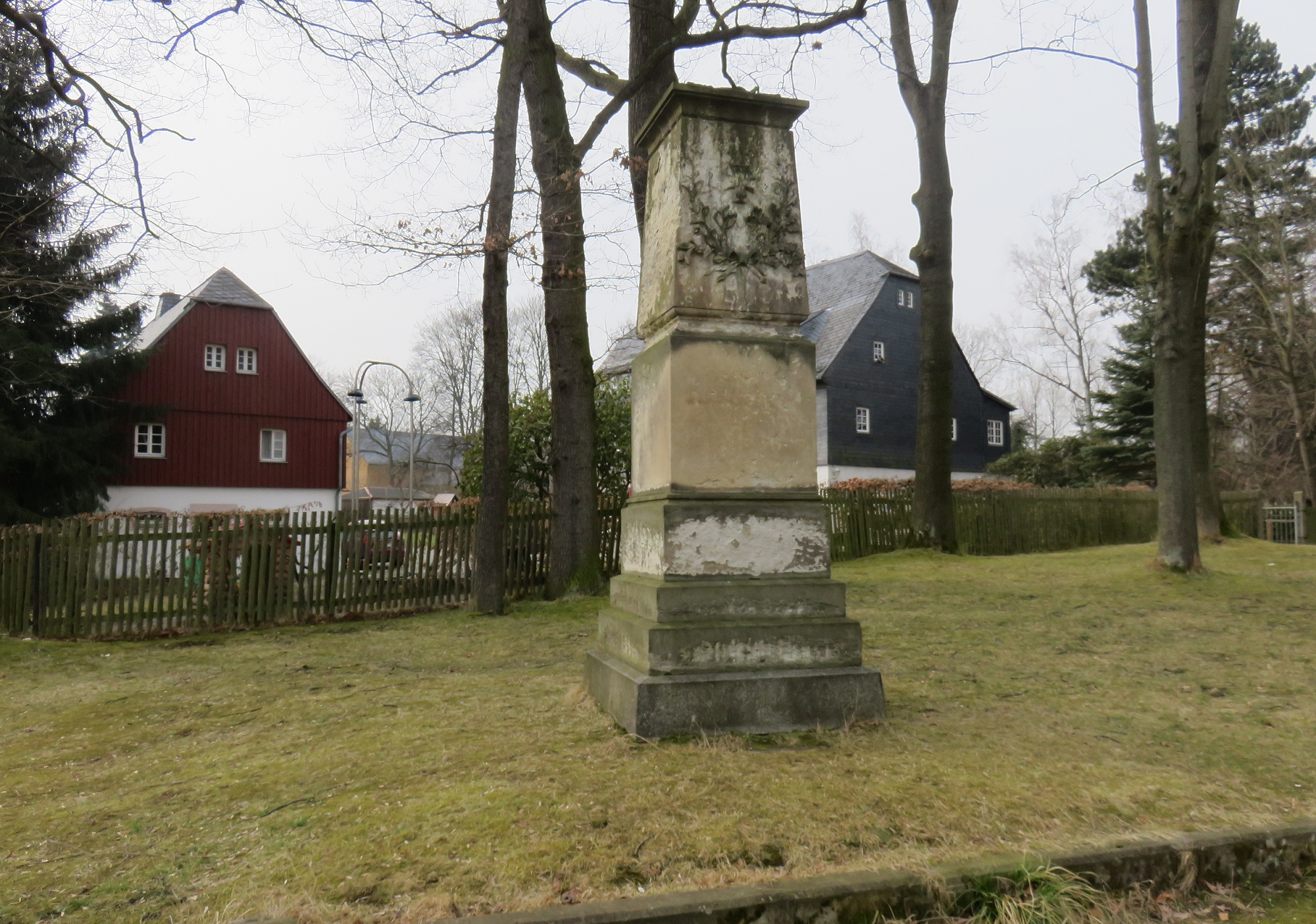
Pfarrhaus, Kirchnerhaus und Kriegerdenkmal
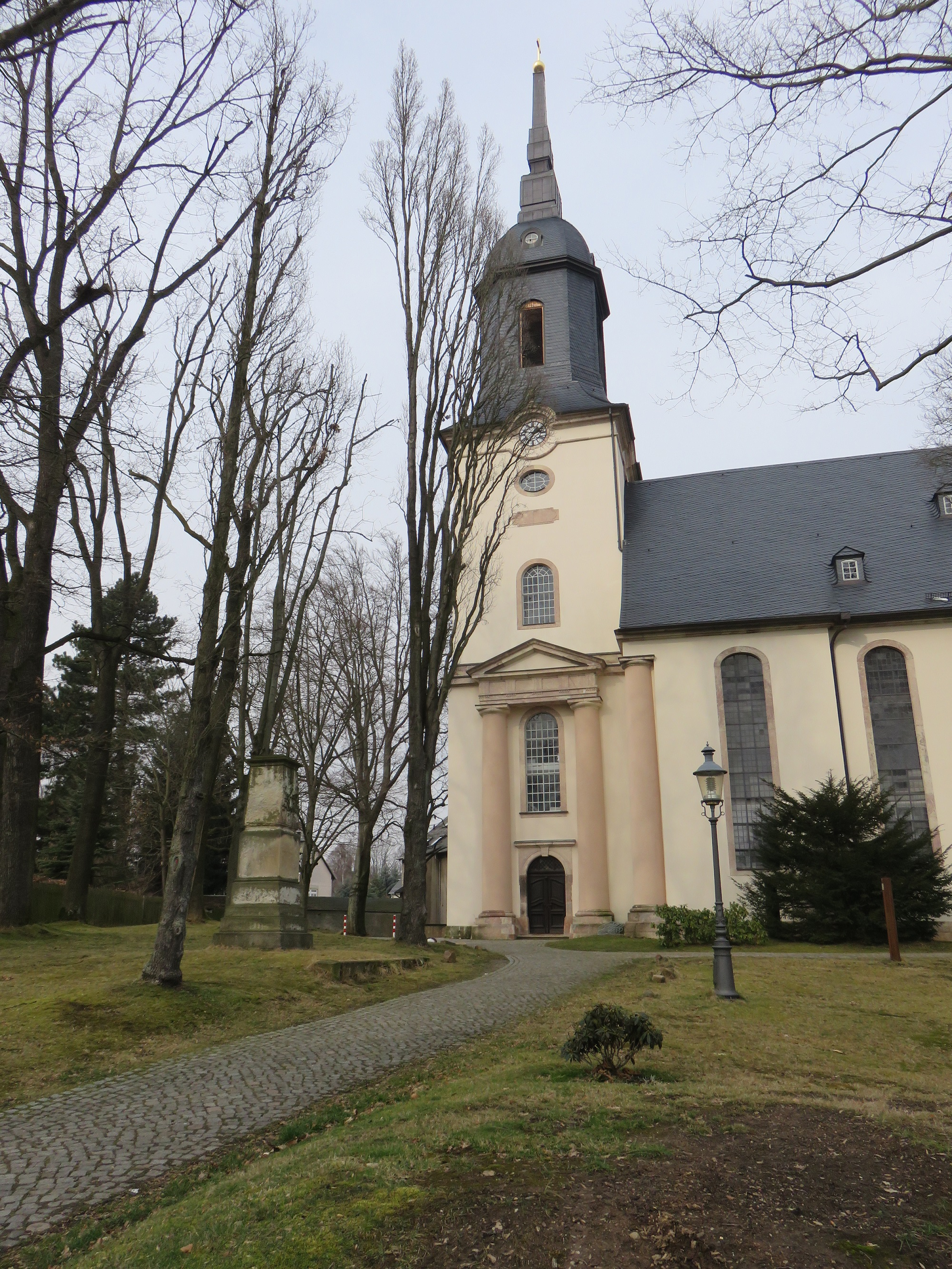
Kirche und Kriegerdenkmal
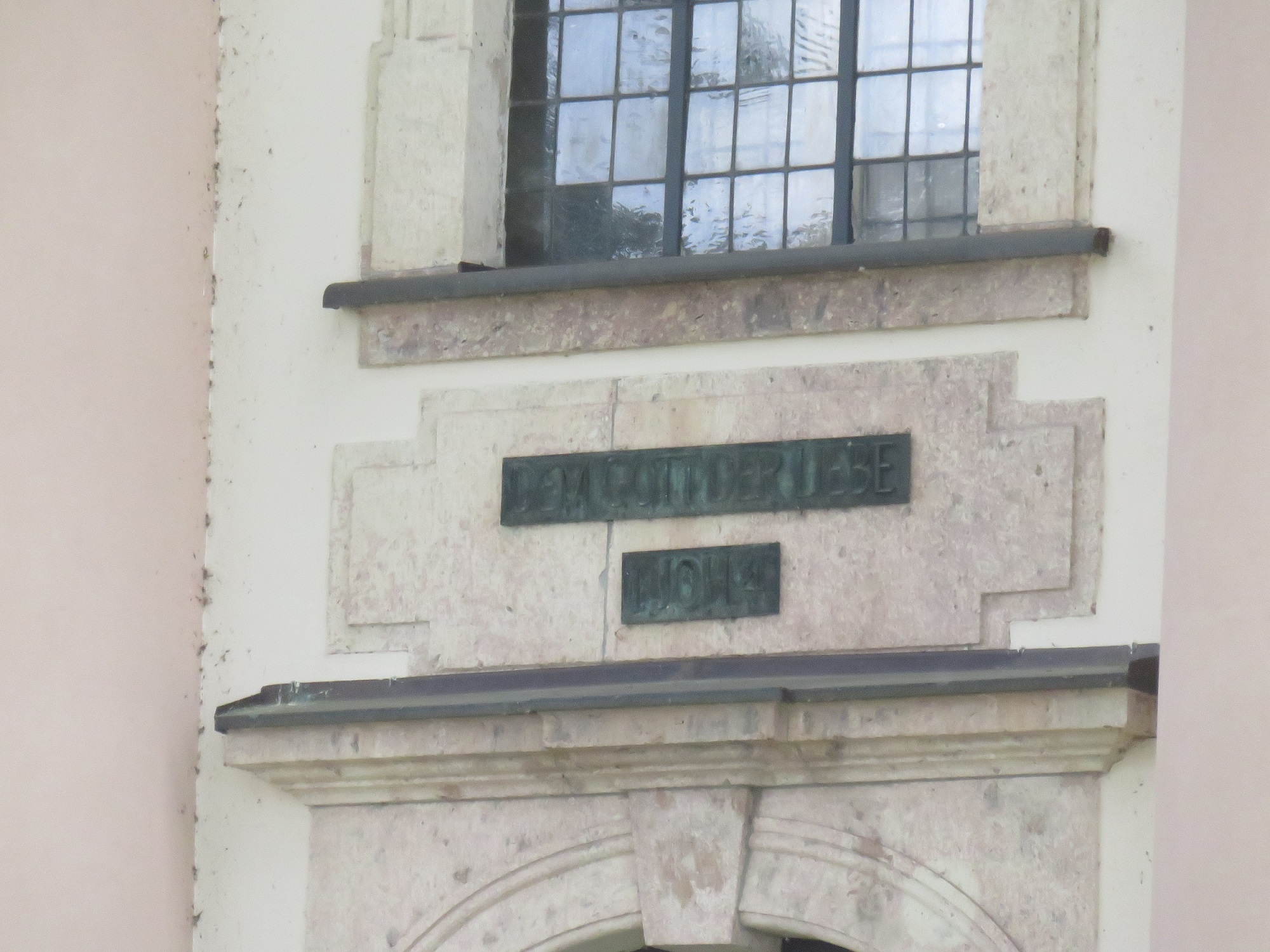
Inschrift über dem Portal

### Instandhaltung der Kirche
1963 wurde der Kirchturm neu gedeckt. 1980–1982 erfolgte die Neudeckung des Kirchendaches mit dem gebrauchten Dachschiefer. 1993 konnte die fast 100-jährige Heizungsanlage der Kirche nicht mehr repariert werden, es erfolgte 1994 der Einbau einer Elektro-Bankheizung. Im gleichen Jahr wurde das Kirchenschiff innen, unter den Emporen, neu verputzt. 2002 wurde der hintere Teil des Kirchenschiffes durch eine Glaswand abgeteilt, Fußbodenfliesen, Balken und Heizung erneuert, Schränke eingebaut und vieles malermäßig erneuert.
2006 wurden drei neue Glocken aus Bronze gegossen, der Glockenstuhl erneuert und der Turm außen saniert, also Putz, Turmkreuz und Turmdach erneuert. 2009 erfolgte die Außensanierung des Kirchenschiffes, also die Erneuerung des Daches und der Natursteine am Sockel, verbunden mit Putz- und Malerarbeiten.

### Pfarrhof und Kirchnerhaus

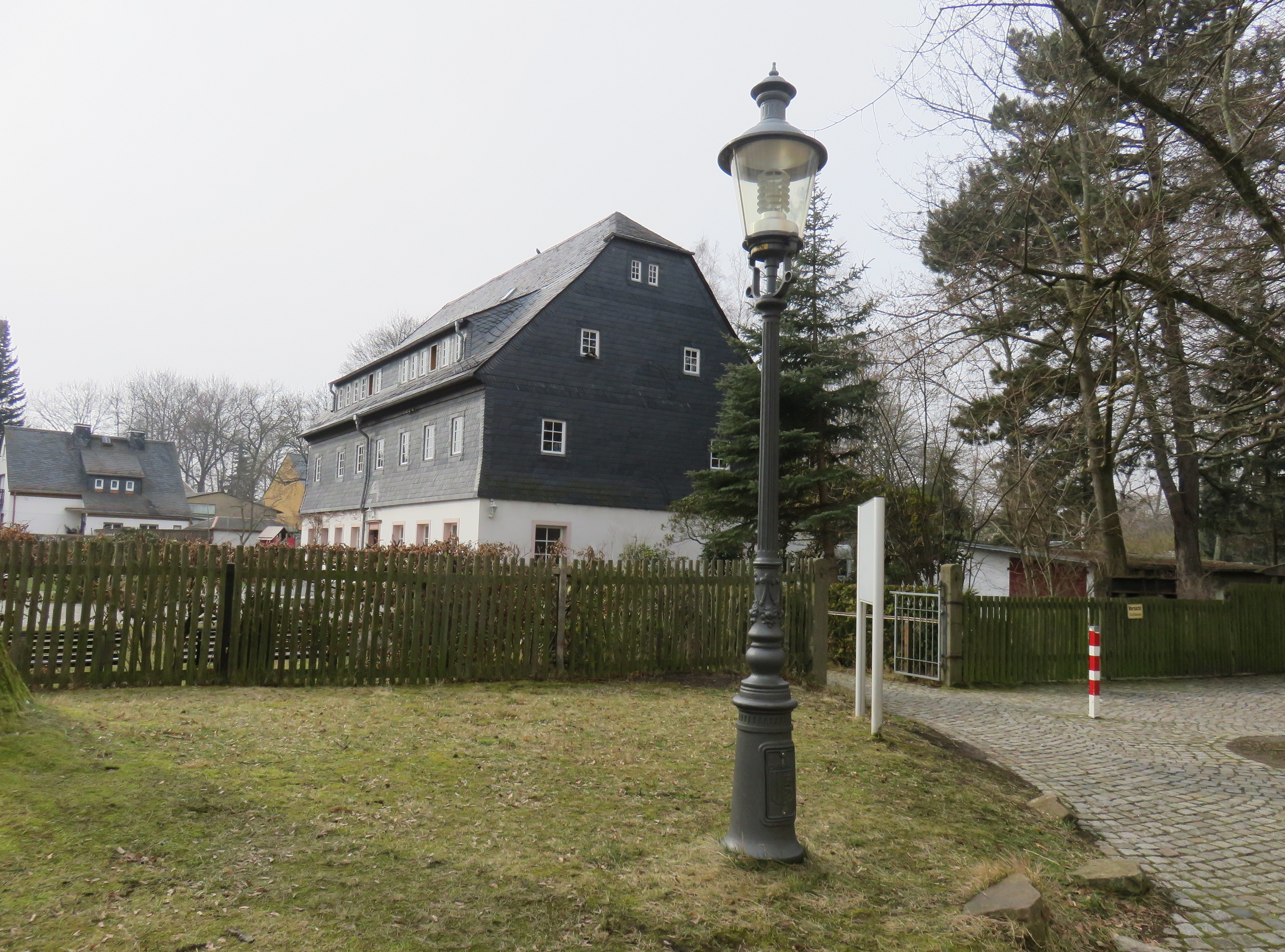
Pfarrhaus der Johanneskirche

Mit der Kirche eng verbunden war schon immer der Pfarrhof, der ebenfalls heute als Kulturdenkmal mit der Nummer 09203642 unter Schutz gestellt ist. Er wird in der Denkmalliste wie folgt beschrieben:
Stattliches Wohnhaus mit Fachwerkobergeschoss sowie eine später als Kirchnerhaus genutzte Stallscheune in dominanter Lage neben der Kirche, Gebäudegruppe erhaltenswert aufgrund der ortsgeschichtlichen Bedeutung als Pfarrhof sowie aufgrund der städtebaulichen Situation
Das Wohnhaus und das Seitengebäude (Stallscheune) des Pfarrhofes Reichenbrand mit umgebendem Garten bilden also ebenfalls ein erhaltenswertes Ensemble, das denkmalgeschützt ist.
Dieses Baudenkmal wurde erst in der Nachwendezeit gründlich renoviert. Nach Baubeginn am Pfarrhaus (1991–1992) wurden nämlich große Mängel an der Bausubstanz (Fachwerk) sichtbar. Durch die große Spendenbereitschaft der Kirchgemeinde, durch die Beihilfe der Landeskirche Sachsens und des Denkmalamtes wurde es möglich, das Pfarrhaus denkmalgerecht zu rekonstruieren.
1997 musste die erste Etage des Kirchnerhauses – das ja zum Kulturdenkmal Pfarrhaus dazugehört – komplett neu gemauert werden. Das Kirchnerhaus wurde ebenfalls denkmalgerecht rekonstruiert.

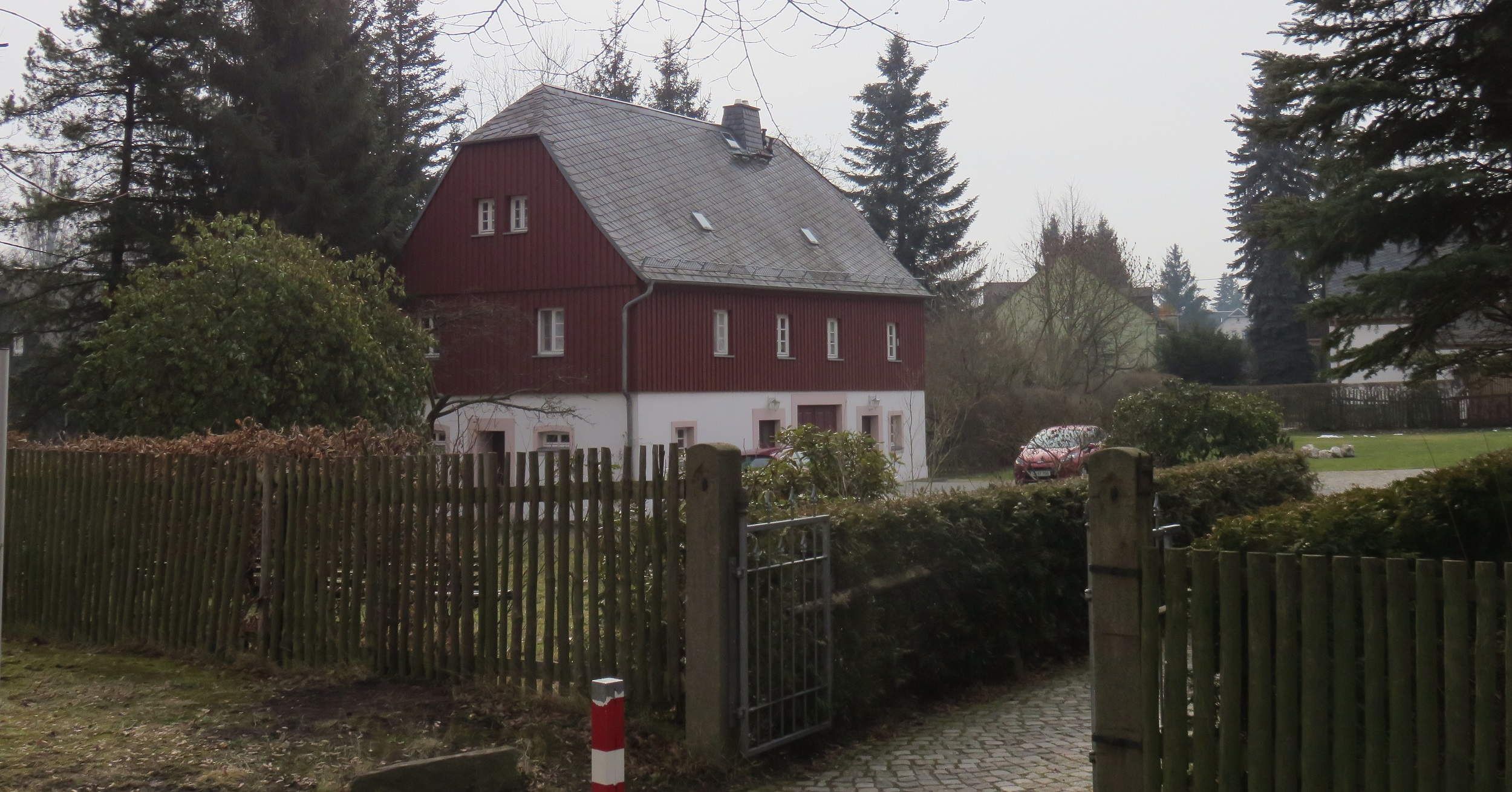
Renoviertes Kirchnerhaus

## Pfarrer der Kirchgemeinde
- 1539–1550: Johannes Müller
- 1550–1554: Johannes Hayn
- 1554–1567: Johannes Jacobi
- 1567–1568: Lorenz Göbel
- 1568–1619: Johannes Hendel
- 1619–1661: Christoph Kretzschmar
- 1661–1714: Samuel Teucher
- 1714–1743: Samuel Teucher (Sohn des Vorgängers)
- 1743–1760: Johann Christoph Tipner
- 1761–1769: Johann Sigismund Silbermann
- 1770–1789: Karl Friedrich Wilhelmi
- 1789–1800: Karl Heinrich Schmidt
- 1800–1809: Christian Friedrich Zschörner
- 1810–1814: Johann Friedrich Regel
- 1814–1829: Johann Heinrich Winter
- 1829–1843: Gottlob Küchenmeister
- 1843–1861: Karl Gottfried Merz
- 1861–1874: Christian Friedrich Reichel
- 1875–1893: Robert Friedrich Otto Koch
- 1894–1928: Max Karl Rein
- 1929–1952: Walter Hugo Krause
- 1952–1955: Bruno Georg Weilbach
- 1955–1970: Arthur Dölling
- 1971–1990: Rudolf Heimann
- 1992–2010: Bertram Viertel[3]